# Titularbistum Zallata
Zallata ist ein Titularbistum der römisch-katholischen Kirche und heute ein Titularbistum.
Es geht zurück auf einen Bischofssitz in der gleichnamigen antiken Stadt, die in der Spätantike in der römischen Provinz Mauretania Sitifensis (heute nördliches Algerien) lag. Spätestens im Zuge der islamischen Expansion ging der Bischofssitz unter.
| Titularbischöfe von Zallata |                              |                                                            |                   |                   |
| Nr.                         | Name                         | Amt                                                        | von               | bis               |
| 1                           | Amilcare Pasini              | Apostolischer Administrator von Parma-Fontevivo (Italien)  | 31. Dezember 1965 | 5. August 1971    |
| 2                           | Edvaldo Gonçalves Amaral SDB | Weihbischof in Aracaju (Brasilien)                         | 15. Februar 1975  | 2. September 1980 |
| 3                           | Renato Corti                 | Weihbischof in Mailand (Italien)                           | 30. April 1981    | 19. Dezember 1990 |
| 4                           | Mathieu Madega Lebouankehan  | Weihbischof in Libreville (Gabun)                          | 17. Februar 2000  | 19. März 2003     |
| 5                           | Thierry Brac de la Perrière  | Weihbischof in Lyon-Vienne (Frankreich)                    | 15. April 2003    | 27. August 2011   |
| 6                           | Luiz Henrique da Silva Brito | Weihbischof in São Sebastião do Rio de Janeiro (Brasilien) | 29. Februar 2012  | 13. März 2019     |
| 7                           | Jean Pascal Andriantsoavina  | Weihbischof in Antananarivo (Madagaskar)                   | 8. Juli 2019      | 10. Juli 2023     |
| 8                           | Wilbroad Henry Kibozi        | Weihbischof in Dodoma (Tansania)                           | 12. Februar 2024  |                   |